# Ljubezen.si
Ljubezen.si je mladinski ljubezenski roman, izdan je bil leta 2006, pri založbi Genija.  Avtorica romana je slovenska mladinska pisateljica Mojca Rudolf.

## Vsebina
Anja in Andraž sta trinajst letna najstnika, ki imata enako težavo; ljubezen. Oba se sprašujeta, kako naj s tem novim čustvom ravnata, kaj narediti, kako k drugi osebi pristopiti in mu/ji razkriti svoja čustva.
Kmalu na začetku izvemo, da je Anjina prva ljubezen Andraž, vendar tega ne pove nikomur, niti svoji najboljši prijateljici Lili. Odloči se, da bo svojo ljubezen Andražu razkrila na šolskem plesu, saj je prepričana, da on do nje čuti enako. Vendar na koncu plesa doživi pretres; Andražu ni všeč ona, temveč njena prijateljica Lili, ki mu to čustvo vrača. Anja je najprej besna, počuti se izdano in ne želi nikoli več videti Lili. Vendar že naslednji dan ugotovi, da je prijateljica iskreno zaljubljena, da je Lili ni izdala, saj za njeno zaljubljenost v Andraža ni vedela. Odloči se, da svoje ljubezni  Andražu ne bo izpovedala ter ga skušala pozabiti. Pri tem pa ji pomaga Tilen. Na žalost pa se stvari spet zapletejo; Rok, kateri prav tako pozna Anjino skrivnost, le to po nesreči izda.
Ker otroci ravnajo bistro, se pogovorijo in razrešijo nastalo težavo, ostanejo prijatelji še naprej.

## Glavne osebe
Anja – nepopravljivo romantična, iskala bo pravo ljubezen, dokler ne bo takšna, kot si jo je zamislila. Je človek akcije, uživa ob novih izzivih in se ne drži nekih pravil samo zato,ker bi veljala za pravilna. Je zelo bistra ter prvič zaljubljena ter zaradi tega malo zmedena.
Andraž – mamin sinček, neroda, fant, ki  vedno zabrede v največje možne težave pa če to hoče ali ne. Je pa tudi na novo zaljubljen in premišljuje le o tem, kaj zdaj. Kaj naj naredi? Kako se to naredi? Kam jo pelješ? Kaj ji govoriš?
Lili – Anjina najboljša prijateljica, revno dekle, katere mama in oče sta iz Srbije. Svojih korenin nikoli ne zataji in svojega stanu prav tako ne. Kar si drugi mislijo o njej ji je popolnoma vseeno, zanjo je pomembno le mnenje tistih, ki jih ima rada.
Tilen – fant, ki si ničesar ne želi. Zmeraj si prizadeva za pravično stvar in pusti, da vsak pove svoje mnenje. Spoštuje ljudi, je prijazen ter meni, da si lahko sami izberemo kako se bomo počutii.
Rok – smeh je njegovo življenjsko vodilo. Vedno dobre volje, smeje se vsemu kar se pripeti in se z ničemer ne obremenjuje.